# Special
Special er en single fra 2005, af danske indie rockband Mew. Den er fra albummet And the Glass Handed Kites.
Sangen handler om en special pige. I videoen ses en kvinde komme op af en sø, for at danse med en mand, der dog vælger at smide hende tilbage i søen ved sangens slutning. Til live-koncerter har Mew skrevet en intro, der bygger op med flere og flere instrumenter. Denne intro brugtes ofte når "Special" er ekstranummer. 
| Musik | Spire Denne musikartikel er en spire som bør udbygges. Du er velkommen til at hjælpe Wikipedia ved at udvide den. |